# Pałacyk Łowczego
Pałacyk Łowczego – neogotycki dwór wybudowany w 1820 roku. Budynek znajduje się w Makowie przy granicy administracyjnej miasta Skierniewic. Obiekt zachowany w bardzo dobrym stanie. Pałacyk murowany z cegły, otynkowany. Dwór służy obecnie jako obiekt hotelowy. Budynek wpisany do rejestru zabytków województwa łódzkiego pod numerem 987/A z 13.02.1995.